# 短葶北点地梅
短葶北点地梅（学名：[Androsace septentrionalis var. breviscapa] 错误：{{Lang}}：文本有斜体标记（帮助））为报春花科点地梅属下的一个变种。

## 扩展阅读
- 維基物種上的相關：短葶北点地梅